# 山东民生银行旧址
山东民生银行旧址位于中国山东省济南市市中区经二路166号，今为济南市京剧院所在地。该建筑建于1932年，最初为韩复榘等筹设的山东省民生银行济南总行，1932年7月开业。该行隶属中华民国山东省政府财政厅，其经营范围除普通银行业务外，亦可代理省库和代发省库券，并可发行纸币。1938年-1945年的日占时期先后作为领事馆驻地和横滨正金银行济南出张所，1945年-1949年为山东省银行，1949年后相继有中苏友好协会济南分会、济南市文联等进驻办公，1971年后归济南市文化局管理使用。建筑坐南朝北，在设计上突出竖向线条，北立面有六根方形壁柱承接三角形山花，采用爱奥尼柱头。